# Valentina Zazdràvnikh
Valentina Zazdràvnikh (rus: Валенти́на Миха́йловна Заздра́вных)  (Andidjan, 24 de novembre de 1954 - 30 de juny de 2023) va ser una jugadora d'hoquei sobre herba soviètica que va competir durant les dècades de 1970 i 1980.
El 1980 va prendre part en els Jocs Olímpics de Moscou, on guanyà la medalla de bronze en la competició d'hoquei sobre herba.